# Château de la Ville Quéno
Le château de la Ville Quéno est un édifice situé à Carentoir en France.

## Localisation
Le château est situé sur le territoire de la commune déléguée de Quelneuc, dans le département du Morbihan en région Bretagne.

## Historique
Siège d'une seigneurie connue dès le XIVe siècle, le domaine a vu se succéder plusieurs édifices. Le vieux manoir aurait été remplacé par une nouvelle construction en 1720, modifiée en 1780 et non achevée. L'architecte Auguste Beignet recompose le château actuel entre 1894 et 1896 en respectant ses caractéristiques stylistiques et en incluant les éléments subsistants de l'ensemble précédent. La distribution du logis reste tributaire de celle de l'ancien logis. L'entrée principale nord ouvre sur un vestibule qui comprend l'escalier d'honneur monumental. Le grand salon du rez-de-chaussée a conservé ses boiseries des XVIIe et XVIIIe siècles. La salle à manger possède un décor de boiseries et de tapisseries du XIXe siècle. Au-delà de l'allée d'arrivée au château se trouve l'ensemble des bâtiments de la ferme. Le moulin à eau du XIXe siècle a conservé l'ensemble de ses machines et son système d'eau. Au bord de l'allée d'arrivée se trouve l'ancien verger potager du XVIIe siècle. Dans les années 1893-1894, un parc paysager est dessiné par Busigny. La recomposition du domaine illustre le courant pittoresque, rationaliste et régionaliste. Le caractère classique de l'édifice des XVIIe et XVIIIe siècles est conservé grâce à un ordonnancement régulier et une volonté d'équilibre des masses, tandis que la fonction primitive du bâtiment et son appartenance à une tradition constructive régionale sont rappelées par l'organisation spatiale de l'ensemble et l'introduction d'une forte volonté pittoresque.
Le château est inscrit partiellement au titre des monuments historiques arrêté du 12 février 2007.

## Protection
Éléments protégés : le château, à savoir les façades et les toitures du logis, l'escalier et sa cage, le salon et la salle à manger ; les façades et les toitures des communs du XVIIe siècle attenants, de l'hermitage, de l'orangerie, du chenil, des bâtiments de la ferme (maison d'habitation, étable et maison à four) , y compris le sol de l'ancien verger et ses murs de clôture, le moulin de la Fosse en totalité avec l'étang et l'ensemble du système d'eau.